# Hjarup Sogn
Hjarup Sogn er et sogn i Kolding Provsti (Haderslev Stift). 
I 1800-tallet var Hjarup Sogn og Vamdrup Sogn to selvstændige pastorater, der hørte til Andst Herred i Ribe Amt. De udgjorde én sognekommune, men den blev senere delt så hvert sogn blev en selvstændig sognekommune. Ved kommunalreformen i 1970 dannede Vamdrup og Hjarup Vamdrup Kommune, der ved strukturreformen i 2007 indgik i Kolding Kommune.
I Hjarup Sogn ligger Hjarup Kirke.
I sognet findes følgende autoriserede stednavne:
- Hjarup (bebyggelse, ejerlav)
- Nyskov (bebyggelse)
- Svanemose (bebyggelse)
- Svanemosehus (bebyggelse)
- Søgård (bebyggelse)